# Gobernación de Latakia
La gobernación de Latakia (en árabe: اللاذقية) es una de las 14 provincias que conforman la organización político-administrativa de la República Árabe Siria.

## Geografía
La gobernación de Latakia está situada en la parte noroeste del país. Su superficie varía según la fuente, desde 2297 km² hasta 2437 km². Limita con las provincias de Idlib, Tartous, Hama, y con la República de Turquía. La ciudad capital de esta provincia es la ciudad homónima de Latakia.

## Población
Latakia es una de las pocas provincias de Siria que cuenta con mayoría alauita. En 2011, la densidad poblacional de esta provincia siria era de 438,83 hab./km².
| Evolución demográfica de la gobernación de Latakia                                          | Evolución demográfica de la gobernación de Latakia | Evolución demográfica de la gobernación de Latakia | Evolución demográfica de la gobernación de Latakia | Evolución demográfica de la gobernación de Latakia |
| 1981                                                                                        | 2004                                               | 2007                                               | 2010                                               | 2011                                               |
| ------------------------------------------------------------------------------------------- | -------------------------------------------------- | -------------------------------------------------- | -------------------------------------------------- | -------------------------------------------------- |
| 554.384                                                                                     | 879.551                                            | 943.000                                            | 991.000                                            | 1.008.000                                          |
| Los datos de 1981 y 2004 corresponden a censos oficiales. Los otros datos son estimaciones. |                                                    |                                                    |                                                    |                                                    |

## Historia
La gobernación fue parte históricamente del Estado alauita, que existió desde 1920 hasta 1936. La ciudad de Latakia era la capital del estado.
Desde que empezó la guerra civil siria en 2011 con el objetivo de derrocar al presidente Bashar al-Asad, la región se ha mantenido en relativa calma, aparte de una pequeña pero persistente presencia rebelde al noreste de la provincia, centrada en el pueblo de Salma.

## Distritos
La gobernación se divide en 4 distritos (manatiq):
- Distrito de Al-Haffah
- Distrito de Jableh
- Distrito de Latakia
- Distrito de Qardaha

Estos se dividen en subdistritos (nawahi).